# 京都府獣医師会
公益社団法人京都府獣医師会（こうえきしゃだんほうじんきょうとふじゅういしかい、英称 Kyoto Veterinary Medical Association）は、京都府知事認定の京都府の獣医師を会員とする公益法人。

## 本部所在地
- 〒600-8881 京都府京都市下京区西七条掛越町65

## 部会
- 総合部会
- 産業動物部会
- 小動物部会
- 公衆衛生部会

## 業務内容
- 獣医師会員の学術技能向上のための研修会・講習会事業等の実施
- 京都府との動物に関する連携事業
- 疾病している野鳥の保護・救護
- 府内各学校で飼われている動物の飼育指導
- 府内各市町村との動物に関する連携事業
- 狂犬病の予防接種・防止活動